# St. Albertus Magnus (Langen)

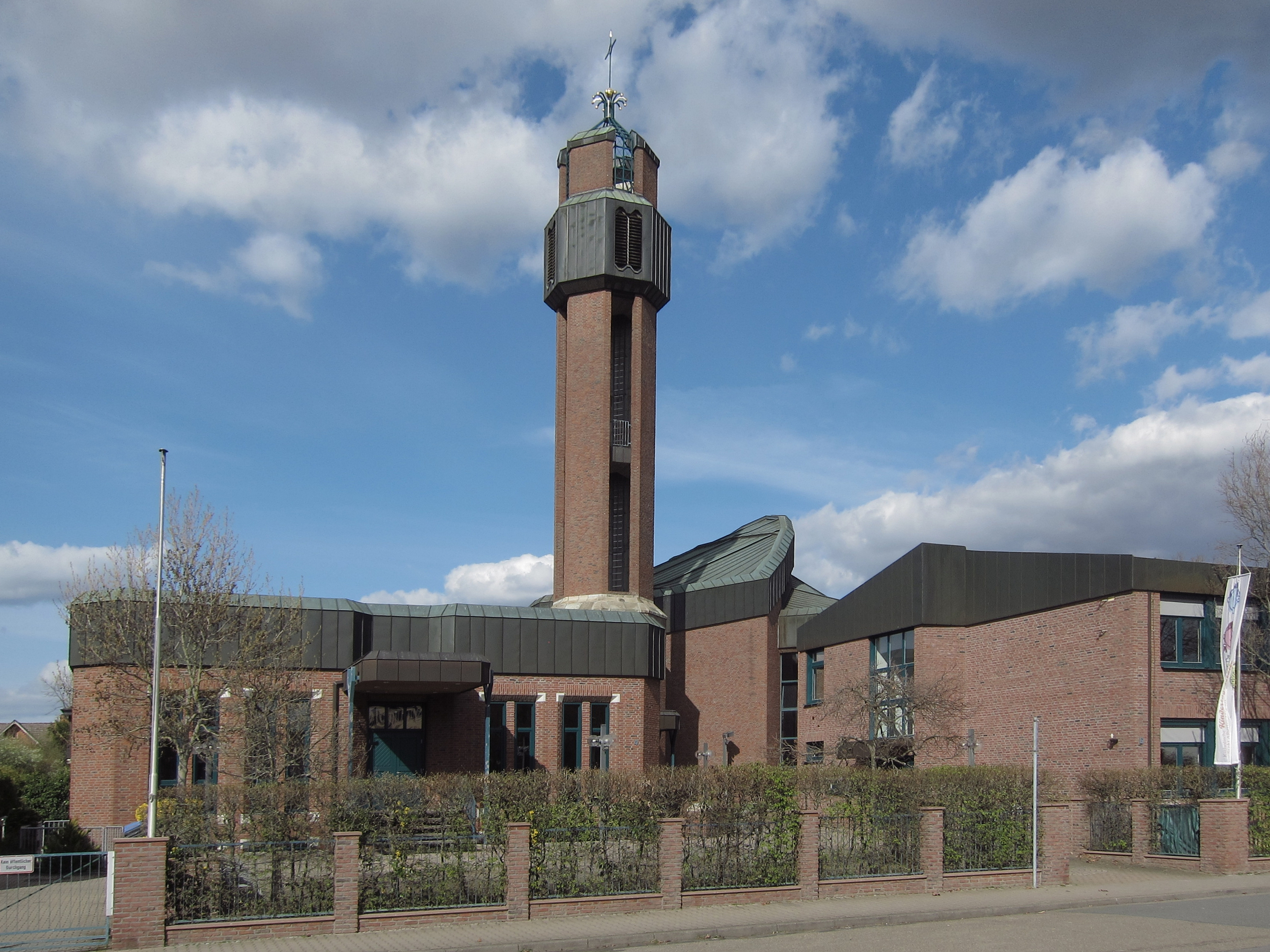
Südansicht der katholischen Kirche St. Albertus Magnus in Langen, erbaut 1983–1985

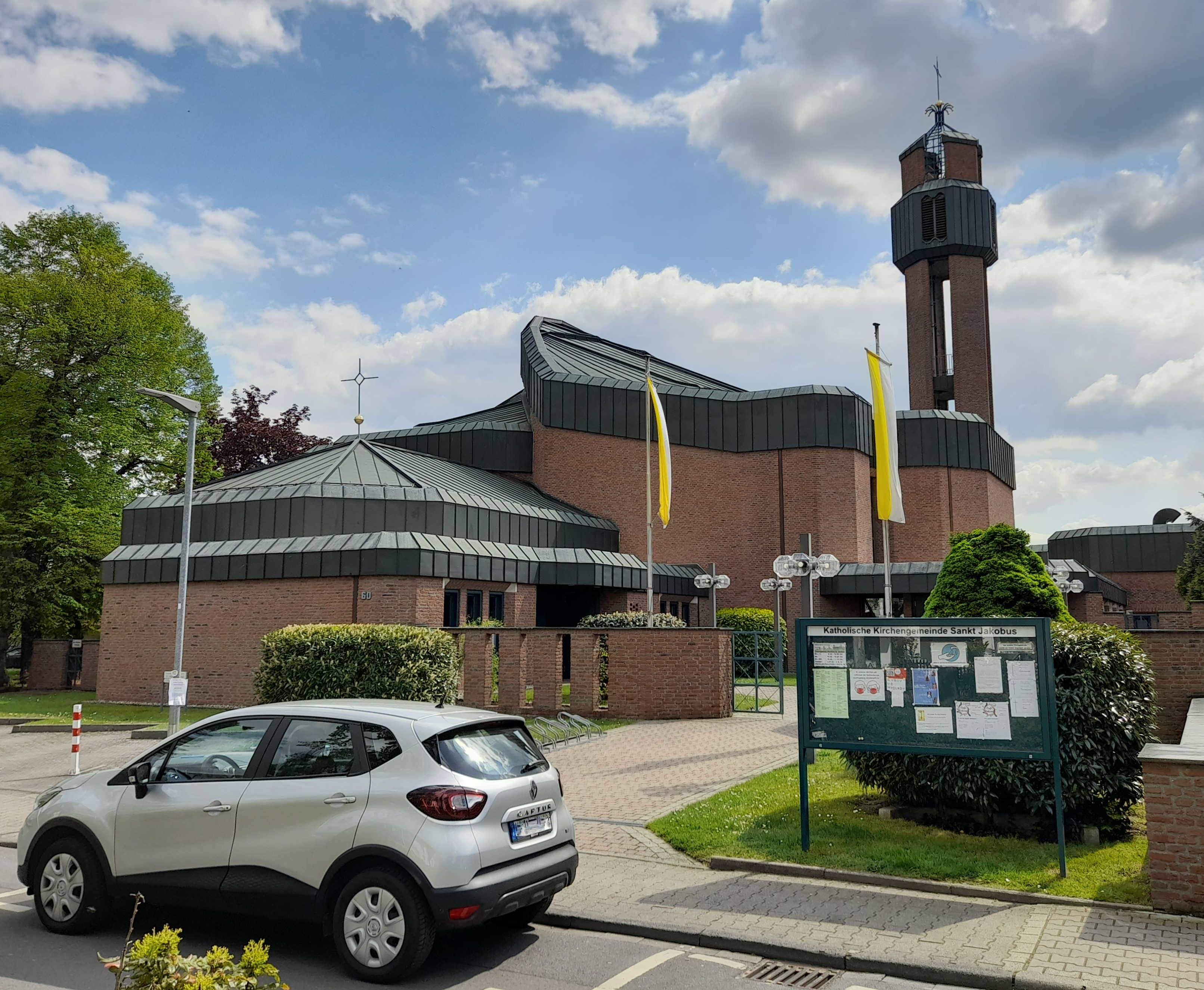
Nordansicht der Kirche

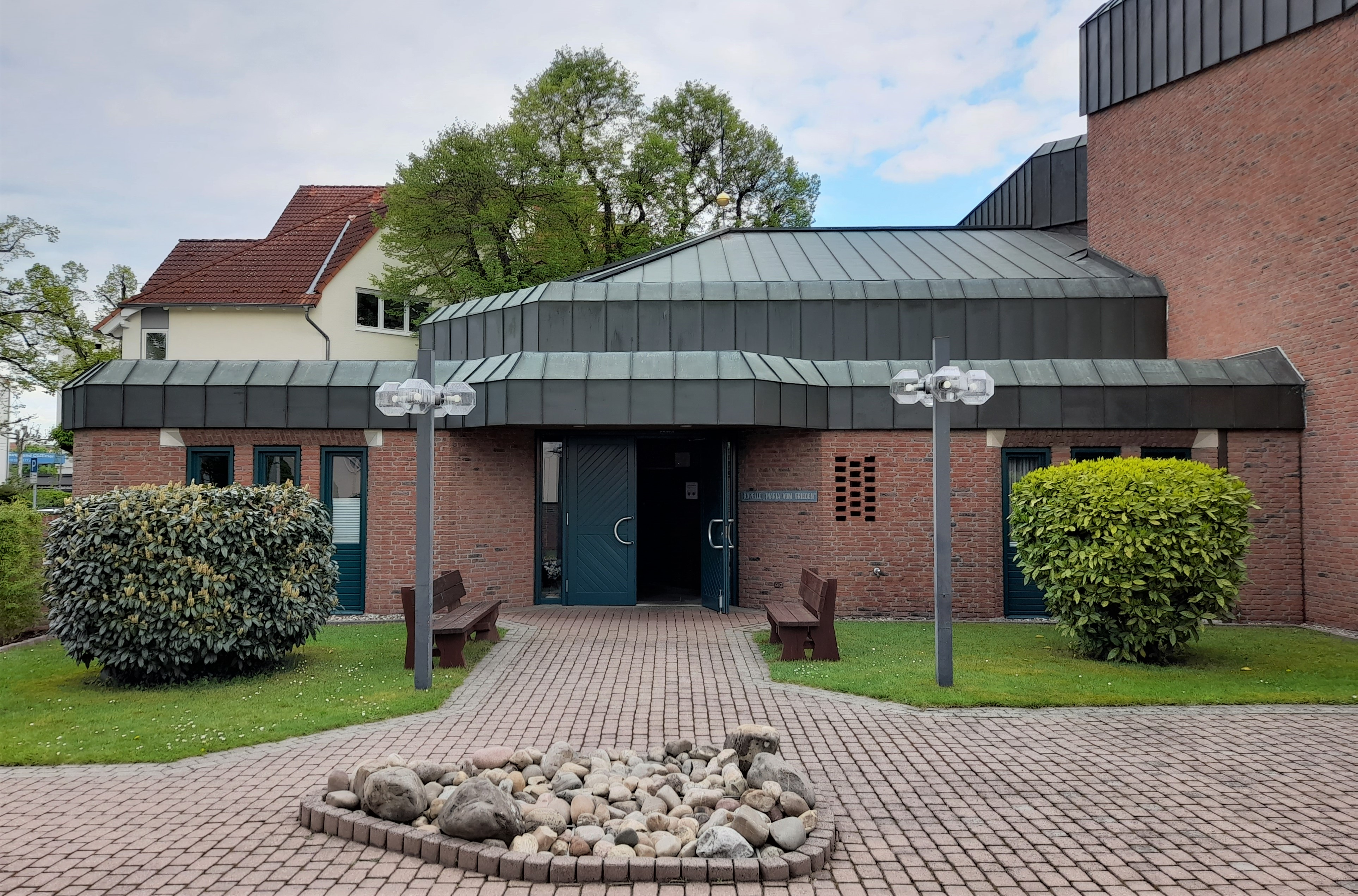
Außenansicht der Tageskapelle Maria vom Frieden

Die römisch-katholische Pfarrkirche St. Albertus Magnus ist ein im Stil der Postmoderne errichtetes Kirchengebäude in Langen (Landkreis Offenbach). Sie steht unter dem Patrozinium des deutschen Gelehrten und Bischofs Albert dem Großen. Zusammen mit den Kirchen Hl. Thomas von Aquin, Liebfrauen, St. Josef und Maria Königin bildet St. Albertus Magnus die katholische Pfarrei „Hl. Familie Langen-Egelsbach-Erzhausen“, die zur Region Mainlinie im Bistum Mainz gehört.

## Geschichte
Bevor die heutige Pfarrkirche St. Albertus Magnus erbaut wurde, existierte an gleicher Stelle ein älterer Kirchenbau, der ebenfalls dem heiligen Albertus Magnus geweiht war. Die Bauarbeiten für die Vorgängerkirche hatten 1955 begonnen und mit der Weihe am 6. Oktober 1956 durch den Mainzer Bischof Albert Stohr ihren Abschluss gefunden. Ein markantes Baumerkmal der Kirche stellte ihr stilisiertes Rosettenfenster dar, das als konfessionelle Provokation gegen die evangelische Stadtkirche in Langen interpretiert werden kann. Aufgrund stark beschädigter Betonbinder wurde das Gebäude im März 1979 für einsturzgefährdet befunden und baupolizeilich geschlossen, bevor es im November 1979 abgerissen wurde. Die Gottesdienste der katholischen Gemeinde wurden bis zur Fertigstellung des heutigen Kirchengebäudes übergangsweise in der Langener Stadthalle, dem Landesflüchtlingsheim sowie dem Petrus-Gemeindehaus der evangelischen Kirchengemeinde gefeiert.
Nachdem 1982 die Genehmigung für den Bau der heutigen Albertus-Magnus-Kirche erteilt worden war, wurde am 13. März 1983 der erste Spatenstich vollzogen. In den Folgejahren wurde das neue Kirchengebäude in Form eines großen Ensembles aus Kirche mit Turm, Gemeindesaal, Gruppenräumen, Jugendheim und Kindertagesstätte nach Plänen des Architekten Johannes Kepser errichtet, bevor es am 31. August 1985 durch den Mainzer Bischof Karl Lehmann geweiht und seiner Bestimmung übergeben wurde.
Von April bis Juni 2015 wurde die absturzgefährdete Turmspitze der Kirche erneuert. Dabei konnten Krone, Kugeln und Wetterhahn wiederverwendet werden, während das Kreuz und die vier Seitenteile originalgetreu kopiert werden mussten.

## Baubeschreibung

### Gebäudekomplex
Das backsteinsichtige, von zeltartigen Kupferdächern überfangene Gebäudeensemble der Albertus-Magnus-Kirche erstreckt sich von der belebten Bahnstraße im Norden bis zur ruhigeren Nebenstraße mit dem Namen „Albertus-Magnus-Platz“ im Süden.
Das ungewöhnlich geformte, von einem großen gewölbten Dach überfangene Kirchenschiff erhebt sich auf annähernd quadratischem Grundriss und bildet den Mittelpunkt der weitläufigen Anlage. Es kann sowohl über den Brunnenhof im Norden des Geländes betreten werden als auch über einen kleinen Vorplatz im Süden, der zu einem Eingang im Kirchturm hinleitet, welcher ins Innere des Gebäudes führt. Im Osten des Kirchengebäudes schließt sich eine Apsis an, im Norden die Tageskapelle Maria vom Frieden, die auch über den nördlichen Brunnenhof betreten werden kann.
Überragt wird das Gebäudeensemble vom 27 m hohen Kirchturm, der in seinem Inneren ein Geläut aus fünf Glocken trägt.

### Innenraum des Kirchenschiffs
Der Innenraum des Kirchenschiffes gliedert sich in ein langgestrecktes Foyer und einen längsrechteckigen Gottesdienstraum.
Im Osten des Gottesdienstraums befindet sich der Altarraum, der in Form einer leicht erhöhten Altarinsel angelegt wurde, um welche hufeisenförmig die Bankblöcke ausgerichtet sind. Die Mitte des Altarraums nimmt ein steinerner Altarblock ein, links daneben steht ein Ambo, welcher der Form einer Garbe aus vielen Ähren nachempfunden ist. Hinter dem Altar befindet sich eine Apsis, die eine vergoldete Tabernakel-Stele beherbergt. Die Apsis wird von einem in Grün- und Goldtönen gestalteten Wandfresko mit Engelsmotiven geziert, welches der Kölner Kirchenmaler Klaus Balke entwarf. Umgeben ist sie von einem stilisierten, das Heilig-Geist-Motiv aufgreifenden Fensterband des rheinischen Glasmalers Georg Meistermann. Gerahmt wird der Altarraum von einem großen Kreuz zur Rechten und einer Statue des heiligen Thomas von Aquin zur Linken, dem Patron der Filialkirche Hl. Thomas von Aquin und Schüler des Albertus Magnus.
Im Norden des Gottesdienstraums, links vom Altarraum, befindet sich die Orgelempore mit der 1968 angefertigten Walcker-Orgel. Gegenüber des Instruments steht an erhöhter Position im Süden des Raumes eine Statue des Kirchenpatrons. Für Beleuchtung sorgen neben einem großen Radleuchter über dem Altar mehrere rot-grüne „Straßenlaternen“.
Der Raum wird insgesamt, wie auch die Außenfassade des Kirchengebäudes, von den Farben Rot und Grün dominiert. Dazu tragen zum einen die natürlichen Farben der verwendeten Baustoffe bei: das Klinkerrot der backsteinsichtigen Wände mit ihren an Hausdächer erinnernden, stufengiebelartigen Reliefabschlüssen und das Kupfergrün der Deckenkonstruktion. Zum anderen wurden Raumelemente (wie die hölzernen Deckenbalken, die Orgelempore oder die Laternen) gezielt in den Farben Rot und Grün gestaltet und strukturiert, um eine harmonische Raumwirkung sicherzustellen.
Mit Ausnahme neuerer Einzelfenster, die vom Langener Glasmaler Johannes Schreiter gestaltet wurden, ist die Albertus-Magnus-Kirche in ihrem Inneren bis heute fast unverändert erhalten.

## Ausstattung

### Geläut
Das Geläut von St. Albertus Magnus besteht aus fünf Glocken. Die vier größeren erklangen erstmals zum Jahrestag der Kirchweihe am 31. August 1989, die kleine Antonius-Glocke stammt aus der 1956 geweihten Vorgängerkirche. Beim Läuten erklingt der Fünfklang e′ – fis′ – a′ – h′ – dis′′.

### Orgel

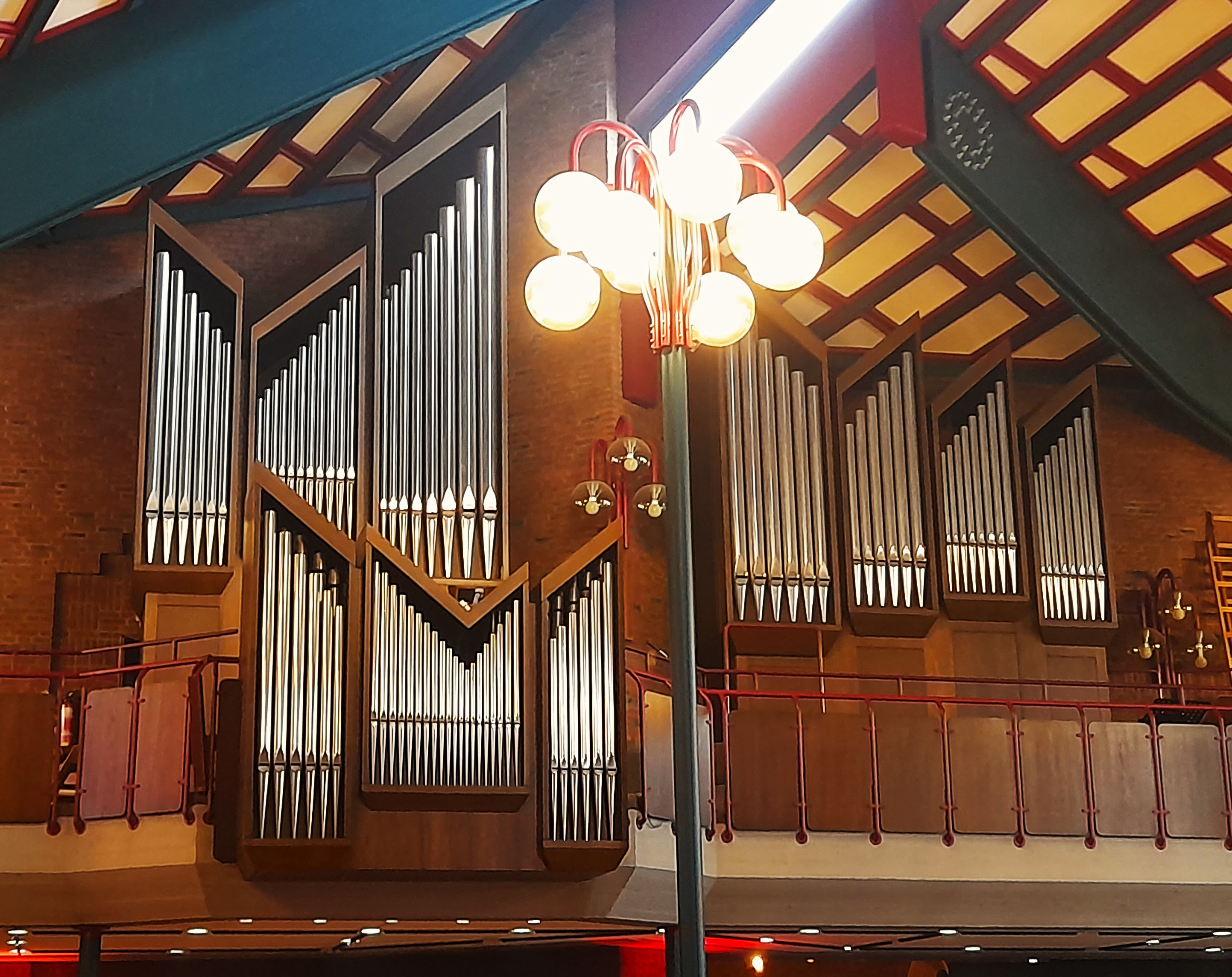
Walcker-Orgel von 1968, Opus 5214

Die Orgel wurde 1968 als Opus 5214 von der Orgelbaufirma Walcker angefertigt. Sie wurde bereits in der Vorgängerkirche genutzt und beim Umzug 1985 in die neue Kirche baulich angeglichen. Dabei wurden die Aufstellung leicht verändert und der Prospekt erneuert. Im Dezember 1985 wurde das Rankett 16′ im Rückpositiv von der Firma Orgelbau Hugo Mayer durch Oboe 8′ ersetzt. Das Schleifladeninstrument mit rein mechanischer Spiel- und Registertraktur verfügt über 27 Register, die auf zwei Manuale und Pedal verteilt sind. Eine Reinigung der Instruments und die Umstellung der Registertraktur auf elektrische Basis ist in Planung. Die Disposition lautet:
| I Rückpositiv C–g3 |                   |       |
| 1.                 | Gedeckt           | 8′    |
| 2.                 | Salicet           | 8′    |
| 3.                 | Prinzipal         | 4′    |
| 4.                 | Nachthorn         | 4′    |
| 5.                 | Prinzipal         | 2′    |
| 6.                 | Quinte            | 1 ⁄3′ |
| 7.                 | Sifflöte          | 1′    |
| 8.                 | Scharffzimbel III |       |
| 9.                 | Oboe              | 8′    |
| 10.                | Krummhorn         | 8′    |
|                    | Tremulant         |       |

| II Hauptwerk C–g3 |                |     |
| 11.               | Pommer         | 16′ |
| 12.               | Prinzipal      | 8′  |
| 13.               | Gemshorn       | 8′  |
| 14.               | Oktave         | 4′  |
| 15.               | Rohrflöte      | 4′  |
| 16.               | Flachflöte     | 2′  |
| 17.               | Sesquialter II |     |
| 18.               | Mixtur IV-VI   |     |
| 19.               | Trompete       | 8′  |

| Pedal C–f1 |                  |       |
| 20.        | Holzprinzipal    | 16′   |
| 21.        | Subbaß           | 16′   |
| 22.        | Oktavbaß         | 8′    |
| 23.        | Gedecktbaß       | 8′    |
| 24.        | Choralbaß II     | 4′+2′ |
| 25.        | Rauschpfeife III | 2 ⁄3′ |
| 26.        | Lieblich Posaune | 16′   |
| 27.        | Trompete         | 8′    |

- Koppeln: II/I, I/P, II/P

### Pietà

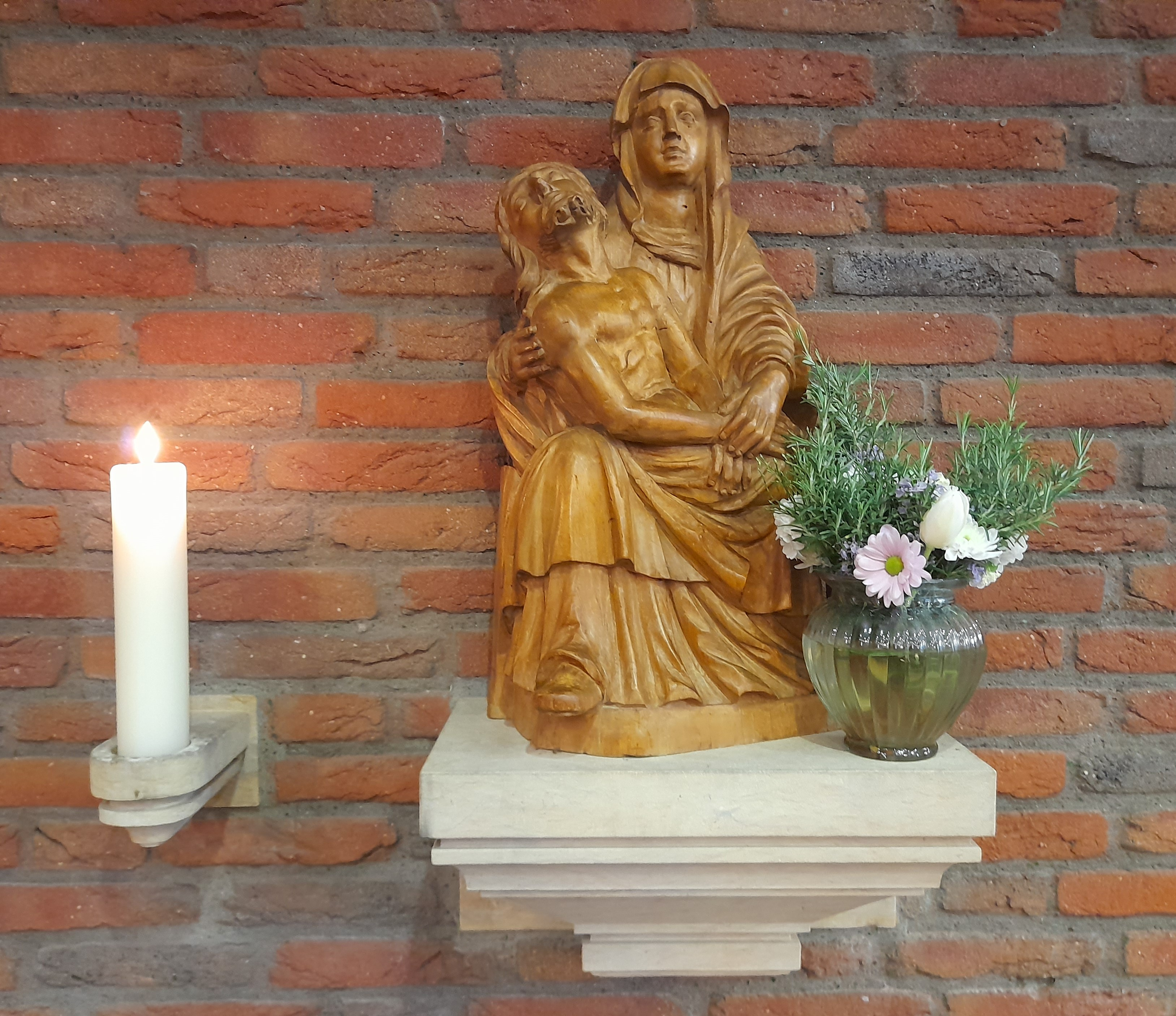
Holzgeschnitzte Pieta, 15. Jahrhundert

Die Kirche St. Albertus Magnus beherbergt in ihrem Inneren eine Pietà aus dem 15. Jahrhundert. Sie ist das älteste Stück der Kirchenausstattung.